# 어쩌다 마주친, 그대
《어쩌다 마주친, 그대》는 2023년 5월 1일부터 2023년 6월 20일까지 방영된 KBS 2TV 월화 드라마다.

## 기획 의도
1987년에 갇혀버린 두 남녀의 이상하고 아름다운 시간 여행기를 그린 드라마

## 방송 시간
| 방송 채널 | 방송 기간                                   | 방송 시간                                   | 방송 분량 |
| --------- | ------------------------------------------- | ------------------------------------------- | --------- |
| KBS 2TV   | 2023년 5월 1일 ~ 6월 20일 [1회 ~ 16회] (본) | 매주 월 ~ 화 오후 9시 45분 ~ 오후 10시 55분 | 70분      |

## 제작진

### 제작사
- 아크미디어

### 제작
- 안창현

### 극본
- 백소연 : KBS 2TV 드라마 스페셜 《강덕순 애정 변천사》(집필),《우리가 못 자는 이유》(집필), 《도피자들》(집필), KBS 2TV 월화 드라마 《조선로코 - 녹두전》(공동 집필) 집필

### 연출
- 강수연 : KBS 1TV 대하 드라마 《정도전》(조연출), KBS 2TV 드라마 스페셜 《우리가 못 자는 이유》(연출), KBS 2TV 월화 드라마 《조선로코 - 녹두전》(공동 연출) 연출
- 이웅희 : KBS 2TV 드라마 스페셜 《기억의 해각》,《그녀들》(연출) 연출

## 등장 인물

### 주요 인물
- 김동욱 : 윤해준 역 - 방송국 기자 출신 앵커

냉철하다, 두뇌 회전이 빠르고, 직선적이다. 에둘러 말하기보단, 핵심부터 곧바로 파고드는 게 그의 스타일이다. 이따금 무표정한 얼굴로 빠르게 읊는 그의 수수께끼 같은 말들은 흘려듣자면 ‘미친놈’ 이라 욕하기 쉽지만 자세히 들으면 피가 되고 살이 되는 정보란 걸
알 수 있게 된다. 사실 그는... 스스로의 생각 이상으로 따뜻한 사람이기 때문. 때때로 ‘질문’보다 ‘위로’가 필요한 순간이 있다는 걸 알고 제 속도를 한 발 늦춘 채 기다려줄 줄 아는 그는, 꽤 믿음직한 어른 남자다. 그러나 동시에, 매우 유치하고 삐딱하고 시니컬한 소년의 모습도 품고 있다. 어린 시절의 그는.. 끝없는 애정적 허기에 시달려야만 했으니까. 자신을 낳은 어머니는 출산 직후 해준을 팽개쳐 버린 뒤 야반도주했고 자신을 키운 할아버지는 평생 그런 해준을 집안의 오점인 양 여기면서 매사에 끊임없는 비난과 질책, 외면만을 선사했으며 자신을 유일하게 사랑해준 아버지는 교수직을 위해 홀로 외국에 나가 12월의 산타클로스보다 못한 방문을 간간이 해오는 식이었다. 그렇다고 그가 온통 반항이나 결핍에 사로잡힌 삶을 산 것은 물론 아니었다. 해준이 ‘기자’를 택했던 건 순전히 그의 소신이었고, 이 달의 기자상을 두 번이나 받고 앵커로서 명성까지 착착 쌓아가는 동안 딱히 정의롭다는 자각조차 없이 강강약약, 불의 앞에서 강해지곤 했다.
필요할 땐 누구보다 집요하게 끝까지 밀어붙이는 능력으로 이 달의 기자 상을 두 번이나 받고 앵커로서 명성까지 착착 쌓아가는 동안 해준은 스스로 자각하는 것 이상으로 자신의 일과 삶을 즐기고 있었다. 그의 손에 ‘타임머신’이라는 황당한 물건이 들어오기 전까지는...
- 진기주 : 백윤영 역 - 출판사 편집자

유명하고 번지르르한 작가들의 ‘쪼잔하고, 초라하고, 환멸나는’ 실체는 볼만큼 봤고 어쨌든 그 사이에서 “선생님, 최고!” 영혼 탈탈 털어 을의 의무를 다 한다는 점에서 그녀는 이 시대의 평범한 직장인이었다. 어쩌면, 담당하고 있던 베스트셀러 작가 고미숙의 ‘갑질’과 ‘진상’에 시달려 온 어언 6년의 시간들이 윤영의 삶을 지금처럼 퍽퍽하게 만들었던 건지도 모른다. 그러나 꿋꿋하게 버텼다. 스트레스가 치솟는 어떤 날엔 엄마에게 대신 좀 화풀이를 하기도 했다. 괴롭히는 직장 상사(?)에겐 고분고분 착한 말만 하면서도 내 걱정하는 엄마에겐 괜한 짜증을 부리는 일은, 이 시대의 모든 딸들이 평범하게 하는 일이기도 하니까. 그러나... 그날, 그녀가 내뱉은 짜증이 엄마가 이 세상에서 들을 마지막 말이 될 줄은.. 꿈에도 몰랐다. 길거리에서 한바탕 다툰 뒤 헤어졌던 엄마는 그날 밤 ‘우정리’라는 낯선 마을의 강가에서 시신으로 발견되었다. 눈물로 길을 잃고 헤매던 윤영이 우연히 우정리의 버려진 ‘굴다리’를 지나게 된 그 순간, 어디선가 갑자기 달려온 ‘투명한’ 차가 마치 윤영을 ‘밀어내듯’‘통과하듯’ 지나쳐갔고 정신을 차렸을 땐... 거짓말처럼 1987년의 과거로 떨어진 뒤였다.
이 황당한 교통사고로 윤영을 친 주인공은 해준이었다. 그리고 윤영이 맞이한 1987년에서는, 열아홉의 엄마가 그대로 있었다! 하지만 두 사람이 각자의 일에 몰두하면 할수록, 1987년의 상황들은 두 사람을 자꾸만 한 곳으로 얽혀 들게 만들고 만다. 기막히게 이어지는 우연이 반복될수록 둘은 점점 서로가 서로에게 어떤 운명의 끈에 연결되어 있다는 것을 느끼게 되는데...!

### 1987년, 순애와 그 주변 인물들
- 서지혜 : 이순애 역 - 우정고등학교 3학년, 훗날 윤영의 어머니.

누구보다 순수하고 반짝였던 문학 소녀. 밝고 긍정적이다. 상상력이 뛰어난 만큼 겁도 많은 울보지만, 금방 잊고 털어낸다.
- 박수영 : 이형만 역 - 우정리 읍내 차부집 운영, 순애의 아버지.

호방하고 유쾌한 동네 유지(라 쓰고, ‘호구’로 읽는다). 감투 쓰기 좋아하는 그를 둥기둥기 띄워주면서 온갖 명목의 모임을 만들어 회장을 시켜준 뒤 돈을 쓰게 만드는 동네 사람들의 꾀를, 사실은 어느 정도 알면서도 당해주고 있다.
- 김정영 : 박옥자 역 - 순애의 어머니

건드리지만 않으면(?) 매우 우아하게 살 수 있는 사람인데 그런 그녀를 자식 셋이 매일매일 차례대로 골고루 ‘돌아버리게’ 만든다. (매일 ‘나대는’ 남편은 덤이다.)
- 홍나현 : 이경애 역 - 미용실 근무, 순애의 언니.

그저 노는 걸 좋아하고 쌍욕을 즐길 뿐 진짜 쎈 언니는 못 되는 속정 깊은 허당. 미스코리아가 꿈.
- 송승환 : 이오복 역 - 순애의 남동생

누나들이 혼자 엎어질 땐 그 누구보다 크게 배꼽 잡고 웃어주는 짓궂은 막내 놈이어도 누나들을 누가 엎어뜨릴 땐 그 누구보다 먼저 달려가 한 방 먹여주는 든든한 막내

### 1987년, 희섭과 그 주변 인물들
- 이원정 : 백희섭 역 - 우정고등학교 3학년, 훗날 윤영의 아버지.

누구보다 꿈이 많았던 매력적인 음악소년. 단순하고 활기차다. 유들유들 번죽 좋고, 해맑게 씩 웃는 미소가 킬링 포인트.
- 최영우 : 백동식 역 - 우정경찰서 강력반 형사

희섭의 숙부. 말수 적고 무뚝뚝하지만, 한 번 맡은 사건은 책임감 있게 끝까지 해결해 낸다. 언젠가부터 이 마을에 흘러 들어온 외지인 해준을 몹시 경계하고, 의심하며, 갈등하고 있다.
- 홍승안 : 백유섭 역 - 서울 명문대 대학생

희섭의 둘째 형, 자상하고 선량하다. 막내동생 희섭을 자기 자신보다 살뜰하게 챙긴다.

### 1987년, 우정리 인물들
- 김종수 : 윤병구 역 - 우정고등학교 교장 겸 이사장, 우정리 최고의 자산가.

고향 우정리에 학교도 척척 세우고 어려운 이웃들도 착착 도와가면서 산다. 덕분에 이 마을의 경찰이고 유지고 누구든 병구를 모르는 사람이 없고, 존경하지 않는 사람이 없다. 늘 허허- 웃으며 가벼운 농담을 던지지만, 이 마을에서 벌어지는 일들을 단 하나도 놓치는 법 없이 모두 파악하고 있다.
- 정재광 : 윤연우 역 - 병구의 아들

미국에서 긴 유학 생활을 마치고 돌아온 기계공학도 유학생.
- 정신혜 : 이청아 역 - 우정리 읍내 봉봉다방 사장

조용하게 모두를 휘어 잡는, 강한 포스의 아름다운 여인.
- 지혜원 : 고미숙 역 - 우정고등학교 3학년, 순애와 같은 반.

훗날 윤영이 담당하게 될 베스트셀러 작가. 차갑고 이지적인 분위기. 매번 순애와 전교 1등을 번갈아 차지하지만 모범생은 아니다. 늘 어딘가 다른 곳을 보고 있는 느낌. 서늘한 눈빛에 젠틀한 미소로 무언가 부탁하면 또래 여자애들이 꼼짝 없이 끌려갈 수밖에 없는 묘한 포스가 있다. 항상 책을 들여다보는데, 에드가 앨런 포와 서머셋 모옴, 김성종의 추리 소설들 혹은 정체불명의 과학 책들이다. 생명체를 죽이는 갖가지 방법을 모으는 데 탐닉하는 괴상한 취미를 가진 소녀.
- 김연우 : 고민수 역 - 미숙의 오빠

집안에서도 쉬쉬하는, 행실이 좋진 못한 청년.
- 주연우 : 유범룡 역 - 우정고등학교 3학년, 희섭과 같은 반 학생.

매일 교과서를 읽고 있지만, 반에서 꼴등이다.
- 김예지 : 김해경 역 - 우정고등학교 3학년

순애와 같은 반, 반항적인 날라리.
- 권소현 : 이은하 역 - 우정고등학교 3학년

순애와 같은 반, 군것질 대마왕.
- 강지운 : 박유리 역 - 우정고등학교 3학년

순애와 같은 반, 공주병 환자.
- 정가희 : 이주영 역 - 우정고등학교로 실습을 온 교생

### 2021년 인물들
- 이지현 : 이순애 역 - 윤영의 어머니. 희섭의 아내.
- 이규회 : 백희섭 역 - 윤영의 아버지. 순애의 남편.
- 김혜은 : 고미숙 역 - 윤영이 담당하는 베스트셀러 작가

### 그 외 인물
- 장서원 : 교련 선생 박창식 대위 역
- 임종윤 : 2021년의 민수 역
- 원미원 : 2021년의 해경 어머니 역
- 강지원 : 1987년의 해경 어머니 역
- 우상욱, 한기장, 박노경, 박세훈 : 우정 경찰서 소속 형사 역
- 임소윤 : 서지윤 역 - 우정고등학교 3학년
- 차상미 : 지윤의 어머니 역

### 특별출연
- 김현목 : 웨이터 전영녹 역 - 1987년에 온 윤영에게 호객행위를 하던 인물
- 진영 : 미래의 해준과 윤영의 아들 역

## 시청률
최저 시청률과 최고 시청률은 시청률 조사회사와 지역별로 시청률에 차이가 있을 수 있습니다.
| 2023년 | 2023년   | 2023년         | 2023년       | 2023년 |
| 회차   | 방송일   | AGB 시청률     | AGB 시청률   |        |
| 회차   | 방송일   | 대한민국(전국) | 서울(수도권) |        |
| ------ | -------- | -------------- | ------------ | ------ |
| 제1회  | 5월 1일  | 4.5%           | 4.2%         |        |
| 제2회  | 5월 2일  | 4.2%           | 4.2%         |        |
| 제3회  | 5월 8일  | 4.0%           | 4.2%         |        |
| 제4회  | 5월 9일  | 4.3%           | 4.3%         |        |
| 제5회  | 5월 15일 | 3.8%           | 3.6%         |        |
| 제6회  | 5월 16일 | 4.0%           | 3.7%         |        |
| 제7회  | 5월 22일 | 4.2%           | 4.5%         |        |
| 제8회  | 5월 23일 | 4.7%           | 5.0%         |        |
| 제9회  | 5월 29일 | 4.6%           | 4.7%         |        |
| 제10회 | 5월 30일 | 4.6%           | 5.2%         |        |
| 제11회 | 6월 5일  | 4.5%           | 4.8%         |        |
| 제12회 | 6월 6일  | 4.6%           | 4.9%         |        |
| 제13회 | 6월 12일 | 4.5%           | 4.8%         |        |
| 제14회 | 6월 13일 | 4.5%           | 4.9%         |        |
| 제15회 | 6월 19일 | 4.4%           | 4.8%         |        |
| 제16회 | 6월 20일 | 5.7%           | 6.2%         |        |

## 같이 보기
- 대한민국의 텔레비전 드라마 목록 (ㅇ)
- 2023년 대한민국의 텔레비전 드라마 목록
- 《내 어머니의 모든 것》 : 1999년 상반기에 개봉된 스페인 영화이다.

## 참고 사항
- 서지혜, 이지현, 권소현은 KBS 2TV 수목 드라마 《너에게 가는 속도 493KM》 이후 10개월 만에 재회하여 캐스팅 되었다.
- 프로그램 기획서에 작품의 완성도를 높이기 위해 사전 제작 드라마로 채택하여, 당초 2022년 하반기 방영작으로 가닥을 잡았다가, 편성 계획 조율 문제로, 전작인 '오아시스'의 후속작으로 최종 확정하였다.

## OST
- Part Ⅰ. 하현우(국카스텐) - 내 얘길 들려주오 (2023년 5월 2일 발매)
- Part Ⅱ. 이재훈(쿨) - 오! 나의 사랑 (2023년 5월 9일 발매)

## 수상 목록
- 2023년 KBS 연기대상 남자 신인상 (이원정)
- 2023년 KBS 연기대상 여자 신인상 (서지혜)